# 몽고메리 번스
찰스 몽고메리 몬티 번스(영어: Charles Montgomery "Monty" Burns) 또는 번스 사장(영어: Mr. Burns)은 미국의 애니메이션 심슨 가족에서 등장하는 캐릭터로, 성우는 시즌 1은 크리스토퍼 콜린스가, 그 이후는 해리 시어러가 맡았다.

## 개요
번스는 웨일스 림니의 한 산골에서 태어났으며, 광부인 아버지 밑에서 자랐다. 이후 그가 유아일 때 그의 일가가 스프링필드로 이주해 정착하였다. 그는 스프링필드 원자력 발전소의 사장으로, 호머 심슨의 상사이다. 그는 대부분의 시간을 그의 충성스럽고 아첨을 잘하는 보좌관인 웨일런 스미더스와 함께 보내며, 그와 은밀한 애정 행각을 벌이고 있다.
나이는 100살 넘는 것으로 추정된다.
그는 종종 심슨 일가의 삶에 개입해 피해를 입히는 악당으로 묘사되며, 이러한 행위가 반복되며 그의 인기가 높아졌다. 그는 끝없는 부와 권위를 추구하는 전형적인 미국 기업가로 그려지며, 호머를 포함한 자신의 직원들의 이름을 외우지 못하는 무능함과 직원들의 안전과 복지를 생각하지 않는 비정함을 보여준다. 그는 104세에 이를 정도로 고령이며, 이미 한물간 기술들을 원한다거나 1950년대 이전의 대중 문화를 자주 언급하는 등 종종 시간과 관련된 유머의 소재가 된다.
그는 손끝을 뽀족하게 세우며 작고 사악한 목소리로 "훌륭해(Excellent)"라고 외치는 것이 버릇으로, 때때로 스미더스에게 자신의 포악한 경비견인 수렵견들을 풀라고 지시해서 자신의 저택에 들어온 침입자나 적 또는 방문객까지 공격하게 한다. 그는 스프링필드 내에서 가장 부유하고 권위있는 시민으로, 포브스에 따르면 그의 순자산은 총 13억 달러이다. 그는 일의 결과에 대해 고려하지 않은 채 그의 부와 권위를 자신이 원하는 일에 사용한다.
그는 미국의 잡지 위저드에서 선정한 '역대 만화에서 가장 대단한 악당'에 45위에 기록되었으며, TV 가이드에서 선정한 '역대 만화에서 가장 못된 악당'에 2위에 오르기도 했다.

## 같이 보기
- 심슨 가족
- 호머 심슨
- 웨일런 스미더스